# Olav Smidsrød
Olav Aasmund Smidsrød (Norvegia, 9 novembre 1936 – 29 gennaio 2017) è stato un biochimico norvegese.
È conosciuto per il suo lavoro con i polimeri, in particolar modo i polisaccaridi.
È stato un membro dell'Accademia Norvegese delle Scienze e delle Lettere e dell'Accademia Norvegese delle Scienze Tecnologiche.

## Biografia
Ha studiato al Norwegian Institute of Technology ed era un professore all'Università di Trondheim dal 1977, diventata poi la Norwegian University of Science and Technology.
Nel 2008 è stato riconosciuto con la medaglia Gunnerus.